# Thorigné-sur-Dué
Thorigné-sur-Dué là một xã trong tỉnh Sarthe ở tây bắc nước Pháp. Xã này có diện tích 19,3 km2, dân số năm 2006 là 1589 người.